# Bewerber
Bewerber (em alemão:  requerente) foi uma patente da SS usada pelo Partido Nazista de 1942 a 1945.
O título de Bewerber era a patente mais baixa possível na escala da SS, dada para aqueles que eram considerados candidatos para a SS. Esse título era mais usado na Allgemeine SS como um prelúdio para ser apontado Anwärter.